# Chenistonia tropica
Chenistonia tropica is een spinnensoort uit de familie Anamidae.
Chenistonia tropica werd in 1984 beschreven door Raven.